# Scuola di guerra dell'esercito
La Scuola di guerra dell'Esercito di Civitavecchia è stata un istituto militare superiore per la formazione avanzata, riservato agli ufficiali di carriera dell'Esercito e dell'Arma dei Carabinieri, con posti riservati per ogni corso anche a ufficiali del Corpo della Guardia di Finanza e a ufficiali di forze armate straniere di paesi amici, tutti in possesso di spiccati requisiti e con diversi anni di esperienza, per la frequenza di corsi di perfezionamento propedeutici all'assunzione di responsabilità di alto livello. I corsi, originariamente strutturati su tre anni accademici, recentemente erano ridotti a due. La selezione avveniva per concorso per titoli ed esami ed era riservata normalmente a capitani anziani o a maggiori che al termine del corso conseguivano il titolo di Scuola di Guerra (t.SG).
Il motto della Scuola era: Alere flammam.
Chiusa nel 2003, oggi la storica sede della Scuola ospita il Centro di simulazione e validazione dell'Esercito.

## Storia

### Scuola di applicazione del Corpo di stato maggiore
La necessità di istituire una scuola di guerra italiana era nata in seguito alla sconfitta di Custoza del 1866, nella quale era stato evidente che al valore degli uomini ed alle capacità tattiche dei reparti non aveva corrisposto la concezione strategica degli alti comandi.
Fino ad allora l'armata sarda e poi italiana era stata organizzata sul modello francese, soprattutto ad opera di Carlo Alberto e del generale Alfonso La Marmora. In questo quadro gli ufficiali di stato maggiore provenivano dall'Accademia militare di Torino, dopo la quale dovevano aver frequentato la Scuola di applicazione del Corpo di stato maggiore.
La Scuola d'applicazione era stata fondata a Torino nel 1861 dal generale Manfredo Fanti sull'esempio dell'omologa francese. Il corso durava due anni. Gli allievi erano venti all'anno, provenienti soprattutto dalla fanteria e dalla cavalleria.

### Scuola superiore di guerra
Dopo la brillante vittoria prussiana a Sadowa, confrontata con la deludente prova italiana di Custoza, si decise di introdurre anche in Italia il modello prussiano. In particolare, ci si era resi conto che la differenza fra i due eserciti stava nella preparazione degli ufficiali. Perciò, si volle imitare l'esempio della Preußische Kriegsakademie di Berlino.
La Scuola superiore di guerra fu fondata dal ministro della guerra Efisio Cugia di Sant'Orsola a Torino nel 1867 con il compito di formare gli effettivi del Corpo di stato maggiore; primo direttore ne fu il generale Carlo Felice Nicolis di Robilant. La Scuola di guerra ebbe per quarantaquattro anni sede in un edificio angusto e precario di via Bogino, già sede del Debito Pubblico.
Nel 1871 divenne direttore Carlo Bottacco, il quale allargò la Scuola di guerra anche agli ufficiali di artiglieria e del genio, ammettendoli al secondo anno, in considerazione della loro migliore preparazione.
Con l'avvento della sinistra storica, nel 1876 fu nominato direttore Luigi Consalvo, che era stato ufficiale borbonico, sostituito nel 1880 da Giovanni Sironi.
Nel 1882 fu creata la figura di capo di stato maggiore dell'Esercito, carica cui fu nominato Enrico Cosenz: in seguito a tale riforma, la Scuola di guerra riceveva l'indirizzo dal nuovo vertice dell'esercito. Nel 1884 il generale Cosenz nominò comandante della Scuola il fiorentino Carlo Corsi: questi due personaggi furono i maggiori artefici del rinnovamento dell'esercito italiano avvenuto in quegli anni, proseguendo nell'imitazione del modello tedesco. Per quanto riguarda la Scuola di guerra, la riforma si realizzò attraverso il nuovo regolamento del 1888. La durata del corso fu ridotta da tre a due anni: per ottenere questo risultato, vennero abolite le materie scientifiche e la lingua italiana. Furono invece aumentate le ore di storia generale e militare. 
Nel 1892 venne nominato comandante della Scuola Ettore Pedotti, il quale riportò il corso alla tradizionale durata triennale. Questo per permettere agli ufficiali di tornare periodicamente ai propri reparti. Il regolamento del 1894, in controtendenza rispetto a quello precedente, ridusse le ore dedicate alle materie militari, eccetto quelle di geografia, materia importante nel quadro dell'espansione coloniale dell'epoca. Vennero invece aumentate le ore di cultura generale, in particolare quelle dedicate alle lingue straniere.
In seguito alla sconfitta di Adua del 1896, il mondo militare italiano fu ferocemente criticato. Cadde il governo di sinistra di Francesco Crispi e il nuovo ministro Luigi Pelloux, un generale di destra, nominò comandante della scuola Filippo Gazzurelli, che aveva fatto esperienza in Eritrea, subito sostituito nel 1897 da Alberto Cerruti. Sotto la direzione di questo generale la scuola prese un indirizzo più pratico e le ore di lezione teoriche diminuirono.
Nel 1900 venne nominato direttore Luigi Zuccari, cui successe nel 1906 Carlo Porro. Sotto la direzione di Porro, furono ulteriormente modificati i programmi scolastici: vennero abolite le materie scientifiche, mentre vennero aumentate le ore di lezione delle materie applicative, dando così alla scuola un indirizzo decisamente pratico. Nel 1911 la Scuola si trasferì in una sede appositamente costruita in Corso Vinzaglio, sempre a Torino.
Fino al 1906 i professori della scuola erano nominati direttamente dal Ministero della Guerra. A partire da quell'anno, si tennero regolari concorsi per titoli ed esami.
Nei primi anni del nuovo secolo il ruolo della Scuola di guerra come luogo di formazione dei vertici militari entrò a regime. Infatti, nel 1908 divenne Capo di stato maggiore Alberto Pollio, il primo Capo di stato maggiore uscito dalla Scuola; e nel 1908 divenne Ministro della Guerra Paolo Spingardi, anch'egli ex allievo della Scuola.
Gli ultimi comandanti della scuola furono Luigi Segato, dal 1911, e Luca Montuori, dal 1914. Allo scoppio della prima guerra mondiale, la Scuola fu chiusa, in quanto gli allievi dovettero tornare ai loro reparti per combattere. L'esercito italiano era peraltro guidato da Luigi Cadorna, e poi da Armando Diaz, che erano stati allievi della Scuola.

### Istituto superiore di guerra
Dopo la prima guerra mondiale, la Scuola fu riaperta nel 1920 nella sede di Corso Vinzaglio. Il regime fascista la ribattezzò Istituto superiore di guerra.
Nel 1942, a causa della seconda guerra mondiale, la Scuola fu prima trasferita a Salsomaggiore, e due anni dopo fu chiusa.

### Scuola di guerra dell'Esercito
L'Istituto venne ricostituito nel 1947 a Civitavecchia, dove fu ospitato in un ampio complesso di edifici. Da allora la Scuola di guerra dell'Esercito ha visto più volte mutare il suo ordinamento nonché l'iter formativo dei suoi frequentatori. 
Alla scuola erano ammessi tutti i capitani che ne avessero fatto richiesta. Il corso durava un anno e dava diritto ai cosiddetti "vantaggi di carriera". Gli ufficiali effettivamente destinati al servizio nello stato maggiore dovevano frequentare un secondo anno, al quale si accedeva per concorso.
Nel 2003 la sede di Civitavecchia è stata chiusa e la Scuola di guerra è stata fusa con la Scuola di applicazione nella Scuola di applicazione e Istituto di studi militari dell'Esercito di Torino, presso la quale si tengono i Corsi di stato maggiore.
Invece, il Corso superiore di stato maggiore è stato fuso con gli analoghi corsi attivati presso le altre forze armate in un unico corso che si svolge presso l'Istituto superiore di stato maggiore interforze (ISSMI), all'interno del Centro alti studi per la difesa (CASD) di Roma.

## Materie
All'inizio le materie insegnate alla scuola di guerra erano divise fra materie professionali e materie di cultura generale. Queste ultime potevano essere divise a loro volta in materie umanistiche e materie scientifiche.
Le materie umanistiche consistevano nella storia generale, nelle lettere italiane, in quelle francesi, e in una lingua a scelta fra inglese e tedesco. Le materie scientifiche andavano da insegnamenti di base, come l'analisi finita e geometria descrittiva, la fisica e la chimica, a materie più specialistiche, come la trigonometria sferica, la geodesia e la geologia e mineralogia.
Le materie specificamente militari comprendevano l'arte militare, l'artiglieria, la fortificazione campale e permanente, il disegno, la topografia, la geografia militare, la storia militare, l'amministrazione e legislazione militare, il servizio di Stato Maggiore.
Nei primi anni l'arte militare era la materia più importante ed ebbe insegnanti illustri, come Agostino Ricci, Felice Sismondo e Matteo Albertone. Essa comprendeva lo studio dell'organizzazione dell'esercito in tempo di pace e in tempo di guerra, insegnava come prepararsi al combattimento e come condurre le truppe in battaglia, dava le prime nozioni di strategia.
In seguito l'arte militare fu suddivisa in tre materie: l'organica, la tattica e la logistica. L'organica insegnava come avvenivano il reclutamento e l'addestramento dei soldati, la formazione e la carriera degli ufficiali, ed in generale l'ordinamento militare italiano e dei principali paesi europei. La tattica comprendeva anche le nozioni di fortificazioni e quindi l'impiego del genio militare, nonché lo studio delle armi e del tiro, collegati all'uso dell'artiglieria. La logistica riguardava il trasferimento delle truppe, ma anche l'intendenza, il rifornimento ed i servizi in generale.
Anche la storia militare era considerata una delle materie più importanti. Sotto la guida di eminenti studiosi, come Nicola Marselli ed Enrico Barone, venivano studiate le guerre di Federico II di Prussia, le Guerre rivoluzionarie francesi, le campagne napoleoniche, le guerre d'indipendenza italiane, la guerra franco-prussiana e la guerra russo-turca del 1877-78.
Vi erano inoltre lezioni di equitazione e di scherma.
Ad integrazione dell'insegnamento teorico gli allievi venivano portati a visitare arsenali e fabbriche di armi, poligoni di tiro per artiglieria.
Alla fine del primo anno si teneva una campagna topografica; alla fine del secondo anno una campagna tattica con visita a qualche fortificazione; alla fine del terzo era previsto un viaggio d'istruzione logistica con visita ad un porto militare.

## Vantaggi di carriera
Benché la scuola fosse stata istituita per formare gli ufficiali di stato maggiore, solo pochi diplomati potevano essere inseriti ogni anno nel corpo.
Tuttavia, agli ufficiali che frequentavano con successo il corso superiore di SM per legge veniva attribuito un vantaggio di carriera consistente nella collocazione in ruolo in posizione antecedente di uno o più anni rispetto al posto occupato prima della frequenza del corso. Il conseguimento del titolo di scuola di guerra costituiva, altresì, un importante titolo valutabile negli avanzamenti a scelta nonché presupposto per lo svolgimento dei più delicati incarichi di SM e di comando.
Inizialmente, gli allievi avevano frequentato la scuola con reale entusiasmo e interesse per il proprio miglioramento professionale. Tuttavia, nel giro di pochi anni la domanda di ammissione fu motivata soprattutto dai cosiddetti "vantaggi di carriera".
I "vantaggi di carriera" crearono una spaccatura all'interno del corpo ufficiali, fra quanti, avendo frequentato la scuola di guerra, fruivano di conseguenti avanzamenti di grado, e invece quanti ritenevano più importante per un ufficiale la pratica e l'esperienza. Costoro, i cosiddetti "scarponi", furono spesso polemici con i colleghi più giovani che facevano carriera grazie al diploma alla scuola di guerra. Fu necessaria una lunga attività di convincimento da parte del Ministero della Guerra, dello stato maggiore e della Rivista Militare per far accettare l'idea che la scuola di guerra fosse una tappa necessaria nella formazione degli alti gradi dell'esercito.

## Istituto di diritto internazionale umanitario
Presso la Scuola operava l'Istituto di diritto internazionale umanitario diretto dal Gen. Arturo Marcheggiano che ha anche curato la realizzazione del relativo manuale, fondamentale nell'attività di peace-keeping e di peace-maintaining in cui le forze armate italiane sono state sempre più impegnate.

## L'Arma dei Carabinieri
Gli ufficiali dei Carabinieri, anche nel periodo in cui l'Arma dei Carabinieri era un'arma dell'Esercito, partecipavano alla selezione per l'ammissione al corso di SM prima e al corso superiore di SM dopo conseguendo il relativo titolo e i previsti vantaggi di carriera.
Con l'istituzione del corso d'istituto, cui devono partecipare obbligatoriamente tutti i capitani dei carabinieri del ruolo normale prossimi all'avanzamento al grado maggiore, essi non dovevano più frequentare il corso di SM ma potevano partecipare direttamente a un concorso per titoli ed esami per un massimo di sei posti riservati all'Arma. All'epoca, il corso d'istituto si svolgeva in parte presso la Scuola Ufficiali Carabinieri di Roma e in parte presso la Scuola di Guerra di Civitavecchia dove avevano luogo gli esami finali.
Con la soppressione della Scuola di Guerra e del corso superiore di SM, gli ufficiali dei Carabinieri partecipano annualmente alla selezione per la frequenza del corso annuale ISSMI presso il CASD.

## Curiosità
Tra i frequentatori stranieri della Scuola di Guerra, si annovera anche l'allora Capitano dell'Esercito Libico Mu'ammar Gheddafi, che frequentò il corso di SM negli anni 60, prima di rientrare nel proprio Paese.
Si dice, ma non vi sono prove, che nel condurre il famoso golpe del 1969, che lo portò al potere, Gheddafi avesse messo in pratica le lezioni imparate proprio alla Scuola di Guerra. Di ciò però,  si ripete, non vi sono prove.

### Annotazioni
1. ↑  Il conseguimento del titolo ISSMI non dà più i cosiddetti "vantaggi di carriera", ma costituisce titolo valutabile negli avanzamenti a scelta .

### Fonti
1. ↑  Ciancarini 2013, pp. 31-49.
2. ↑  Ciancarini 2013, pp. 50-51.
3. ↑  Ciancarini 2013, pp. 48-58.
4. ↑  Il museo storico della scuola di guerra, Civitavecchia, 1962
5. ↑  Ciancarini 2013, p. 71.
6. ↑  Ciancarini 2013, p. 73.
7. ↑  Ciancarini 2013, pp. 75-82.
8. ↑  Ciancarini 2013, pp. 82-85.
9. ↑  Ciancarini 2013, pp. 85-89.
10. ↑  Ciancarini 2013, pp. 89-91.
11. ↑  Ciancarini 2013, p. 113.
12. ↑  Ciancarini 2013, p. 91.
13. ↑  Ciancarini 2013, pp. 92-93.
14. ↑  Ciancarini 2013, p. 180.
15. ↑  Ciancarini 2013, p. 22.
16. ↑  Ciancarini 2013, p. 145.
17. 1 2 3  Ciancarini 2013, p. 96.
18. ↑  Ciancarini 2013, pp. 97-98.
19. ↑  Ciancarini 2013, pp. 99-100.
20. ↑  Ciancarini 2013, p. 102.
21. ↑  Ciancarini 2013, pp. 133-134.
22. ↑  Ciancarini 2013, p. 134.
23. ↑  Ciancarini 2013, p. 156.
24. ↑  Ciancarini 2013, p. 36.
25. ↑  Ciancarini 2013, p. 127.
26. ↑  Ciancarini 2013, pp. 143-153.
27. ↑  I santamarinellesi: quando Gheddafi soggiornò qui su civonline